# Хиджаб, Рияд Фарид
Рияд Фарид Хиджаб (араб. الدكتور رياض فريد حجاب‎; род. 1966, Дейр-эз-Зор) — сирийский политический и государственный деятель, с 23 июня по 6 августа 2012 года — премьер-министр Сирийской Арабской Республики, ранее возглавлял министерство сельского хозяйства и аграрной реформы Сирии (2011—2012). 6 августа 2012 года был отправлен в отставку, после чего бежал с семьёй в Иорданию. Хиджаб занимал самую высокую государственную должность из перешедших на сторону сирийской оппозиции политиков.

## Биография
Хиджаб родился в 1966 году в городе Дайр-эз-Заур в суннитской семье. Получил степень доктора философии в области агротехники. В 1989—1998 годах возглавлял региональное отделение Национального союза сирийских студентов, в 1998—2004 годах входил в руководство местного отделения Баас, в 2004—2008 годах — его секретарь. В 2008 году назначен губернатором провинции Эль-Кунейтра, в 2011 году — губернатором Латакии. Последнее назначение происходило в самом начале восстания против режима Башара Асада, поэтому Хиджаб также возглавил комитет по подавлению антиправительственных выступлений 14 апреля 2011 года возглавил министерство сельского хозяйства .
После прошедших в стране парламентских выборов (результаты которых оппозиция бойкотировала) 6 июня 2012 года Рияд Хиджаб был назначен президентом Асадом в качестве премьер-министра Сирии. Западные СМИ характеризовали его как убежденного сторонника Башара Асада и ключевую фигуру правящей партии. Вскоре после назначения на Хиджаба стали распространяться санкции Министерства финансов США.
23 июня 2012 года его назначили премьером, но, проработав в этой должности почти два месяца, он был отправлен в отставку и сбежал в Иорданию. Хиджаб считается самым высокопоставленным чиновником, который перешёл на сторону оппозиции.
В феврале 2016 года Рияд Хиджаб возглавлял делегацию, представляющую одну из сторон в переговорах, которые проходили в Женеве. В декабре 2015 года на встрече противников сирийского руководства Башара Асада, которая проходила в Эр-Рияде с 8 по 11 декабря, кандидатура Хиджаба была выбрана сторонниками вооружённой оппозиции как лицо, представляющее сторону официальной оппозиции на межсирийских переговорах в Женеве.